# Tricyphona inconstans
Tricyphona inconstans är en tvåvingeart. Tricyphona inconstans ingår i släktet Tricyphona och familjen hårögonharkrankar.

## Underarter
Arten delas in i följande underarter:
- T. i. calcaroides
- T. i. inconstans